# Three Loves Has Nancy
Three Loves Has Nancy è un film statunitense del 1938 diretto da Richard Thorpe.